# Carl Schweckendieck

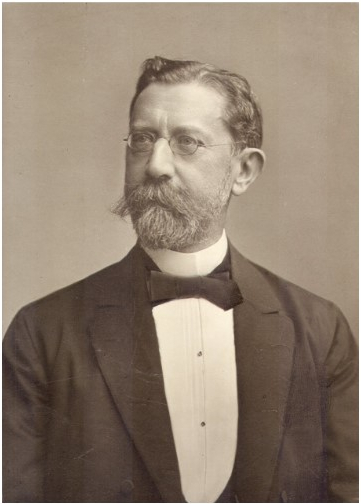
Atelieraufnahme Carl Schweckendieck;
Bildarchiv der Ostfriesischen Landschaft

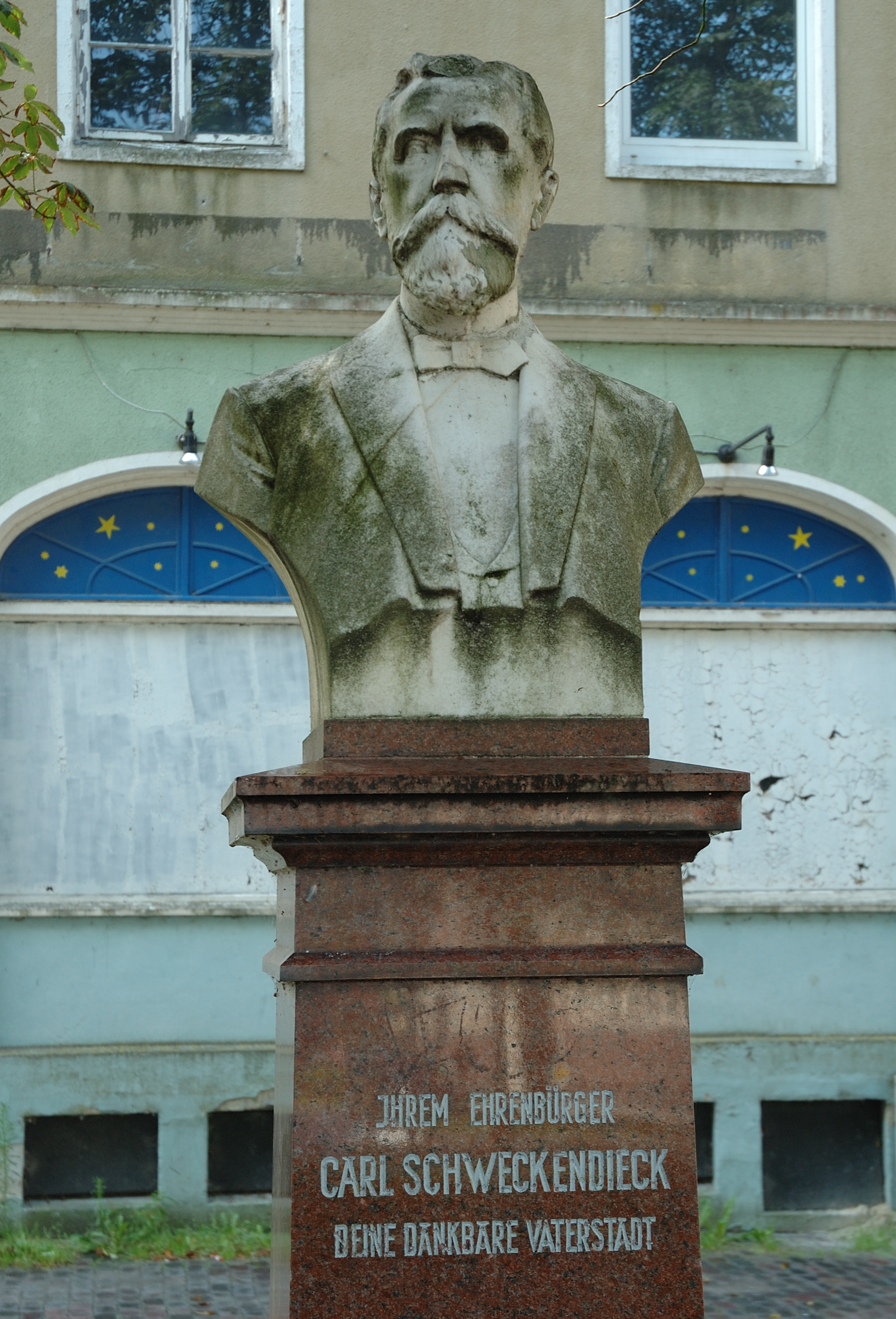
Denkmal für Carl Schweckendieck

Georg Ludwig Carl Schweckendieck (* 13. Januar 1843 in Emden; † 17. Januar 1906 in Berlin) war Jurist und Wirklicher Geheimer Oberregierungsrat im preußischen Ministerium für öffentliche Arbeiten. Von 1861 bis 1864 studierte er Rechts- und Staatswissenschaften in Heidelberg und Göttingen. Von 1894 bis 1898 vertrat er seine Heimatstadt im Preußischen Abgeordnetenhaus, dem er von 1899 bis zu seinem Tode als Abgeordneter des Wahlkreises Stadt- und Landkreis Harburg angehörte.
Zusammen mit Emdens Oberbürgermeister Leo Fürbringer (Amtszeit von 1875 bis 1913) war Schweckendieck der wesentliche Initiator des Baus des Dortmund-Ems-Kanals und des Ausbaus des Emder Hafens in jener Zeit.
Carl Schweckendieck starb, nur wenige Tage nach seinem 63. Geburtstag, Mitte Januar 1906 in Berlin. Er wurde auf dem Alten Zwölf-Apostel-Kirchhof in Schöneberg beigesetzt. Das Grab ist nicht erhalten.
Die Stadt Emden verlieh Schweckendieck die Ehrenbürgerwürde. Eine Straße im Behördenviertel ist nach ihm benannt, an der auch ein Denkmal für Schweckendieck steht.